# فرانشسكو ماريانيني
فرانشسكو ماريانيني (بالإيطالية: Francesco Marianini)‏ (6 مايو 1979 ببيزا في إيطاليا - ) هو لاعب كرة قدم إيطالي في مركز الوسط. لعب مع نادي إمبولي ونادي تريستينا ونادي لوكيزي ونادي ليتشي ونادي نوفارا.

## روابط خارجية
- فرانشسكو ماريانيني على موقع قاعدة بيانات كرة القدم.إي يو (الإنجليزية)
- فرانشسكو ماريانيني على موقع Soccerway.com (الإنجليزية)
- فرانشسكو ماريانيني على موقع عالم كرة القدم.نت (الإنجليزية)